# Suliformes
Ordre
Les Suliformes sont un ordre d'oiseaux reconnu par diverses autorités taxinomiques (notamment le Congrès ornithologique international) après le congrès 2010 de l'American Ornithologists' Union (AOU).
Plusieurs études phylogéniques de séquences de gènes mitochondriaux et nucléaires ont montré que des familles placées traditionnellement dans l'ordre des Pelecaniformes formaient en fait un groupe-frère d'un groupe contenant les Pelecanidae et d'autres familles placées traditionnellement dans les Ciconiiformes (Van Tuinen et al. 2001, Ericson et al. 2006, Hackett et al. 2008).

## Systématique
Selon les sources, ce taxon est attribué à Ludwig Reichenbach en 1849 ou à Richard Sharpe en 1891.

## Liste des familles et genres
D'après la classification de référence (version 14.1, 2024) de l'Union internationale des ornithologues, il y a 61 espèces (dont 1 éteinte) de Suliformes, réparties en 4 familles et 12 genres (ordre phylogénique)  :
- famille Fregatidae Degland & Gerbe, 1867 (1 genre et 5 espèces) ;
- famille Sulidae Reichenbach, 1849 (3 genres et 10 espèces) ;
- famille Anhingidae Reichenbach, 1849 (1 genre et 4 espèces) ;
- famille Phalacrocoracidae Reichenbach, 1849 (7 genres et 42 espèces dont 1 éteinte).

|  | Sulidae                                                          |
|  |                                                                  |
|  | \| \| Anhingidae \| \| \| \| \| \| Phalacrocoracidae \| \| \| \| |
|  |                                                                  |
|  | Anhingidae                                                       |
|  |                                                                  |
|  | Phalacrocoracidae                                                |
|  |                                                                  |

|  | Anhingidae        |
|  |                   |
|  | Phalacrocoracidae |
|  |                   |

|  | Sulidae                                                          |
|  |                                                                  |
|  | \| \| Anhingidae \| \| \| \| \| \| Phalacrocoracidae \| \| \| \| |
|  |                                                                  |
|  | Anhingidae                                                       |
|  |                                                                  |
|  | Phalacrocoracidae                                                |
|  |                                                                  |

|  | Anhingidae        |
|  |                   |
|  | Phalacrocoracidae |
|  |                   |

Cladogramme basé sur Gibb, G.C. et al. (2013)
D'après la classification de l'AOU, les Fregatidae forment le sous-ordre des Fregatae, et les trois autres familles le sous-ordre des Sulae.